# Надвірні козаки

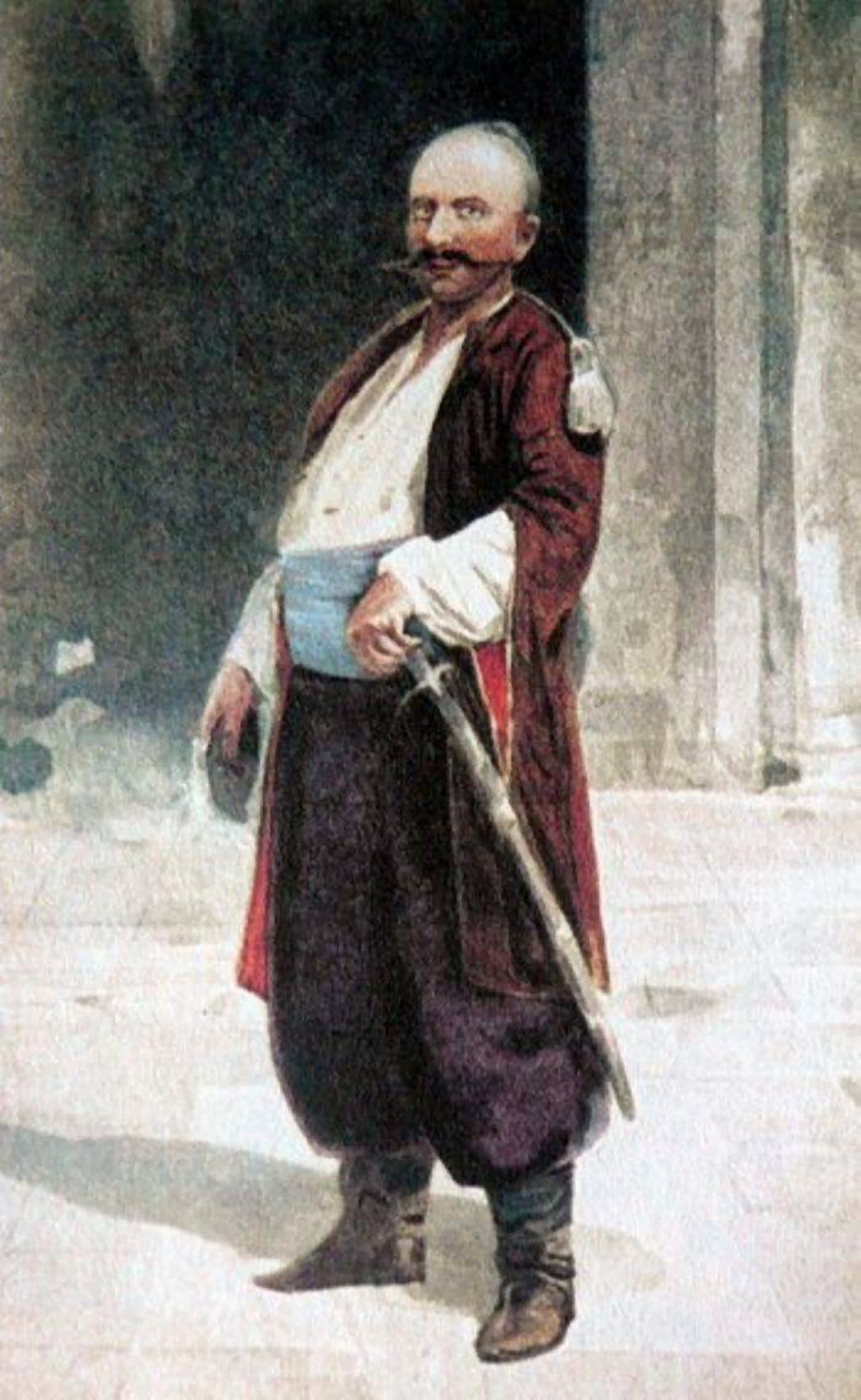
Один з найвідоміших в історії України представників надвірного козацтва, один з організаторів Коліївщини, уманський сотник Іван Гонта

Надві́рні козаки (малорос. надворные казаки) - група (старо)руського і (мало)російського, українського козацтва з числа покозачених русинів Старої, Святої Русі або переселенців зі степів Татарщини чи лісів Литви і Польщі, представники козацького народу і стану, що служили у приватному війську магнатів Речі Посполитої в 16 — 18 століттях.

## Короткі відомості
Існування формувань надвірних козаків веде свою традицію з часів Київської Русі, коли окремі удільні князі мали власні військові дружини.
Польські та українські магнати утримували у своїх маєтностях так зване надвірне військо. Його вояки одержували за службу платню, земельні наділи та звільнялися від виконання феодальних повинностей. Вишневецькі, Острозькі, Заславські, Корецькі, Потоцькі та інші мали по декілька тисяч чоловік такого війська.
У надвірних козаках служили Северин Наливайко, Михайло Хмельницький та інші.
Під час козацьких повстань кінця 16 — першої половини 17 століття, Хмельниччини, Руїни, гайдамацьких рухів 18 століття чимало надвірних козаків переходило на бік повстанців. Зокрема, сотник надвірних козаків князів Любомирських Верлан керував гайдамацьким повстанням 1734 року, а сотник надвірного війська Потоцьких Іван Ґонта разом із запорожцем Максимом Залізняком очолював Коліївщину 1768 року.
Загони надвірних козаків були ліквідовані:
- на Лівобережній Україні на початку Хмельниччини, у зв'язку і з постанням Гетьманщини.
- на Правобережній Україні — під час  поділів Речі Посполитої, після приєднання в 1793 році до Росії.
- на Західній Україні — після входження її у 1772 році до складу Австрійської імперії.